# هلموت شون
هلموت شون (به آلمانی: Helmut Schön) (زاده ۱۵ سپتامبر ۱۹۱۵ – درگذشته ۲۳ فوریه ۱۹۹۶) در شهر درسدن آلمان متولد شد و او به عنوان یکی از موفقترین مربیان تاریخ آلمان شناخته می‌شود که بین سال‌های ۱۹۶۴–۱۹۷۸ سرمربی تیم ملی فوتبال آلمان بود.

## افتخارات
- جام جهانی فوتبال:
  - جام جهانی فوتبال ۱۹۷۴
  - نایب قهرمانی: جام جهانی فوتبال ۱۹۶۶
  - سومی: جام جهانی فوتبال ۱۹۷۰
- جام ملت‌های اروپا:
  - جام ملت‌های اروپا ۱۹۷۲
  - نایب قهرمانی: جام ملت‌های اروپا ۱۹۷۶